# Washington Capitols
Washington Capitols je bývalý profesionální basketbalový tým hrající v letech 1946 - 1951 soutěž NBA. V lednu 1951 ukončil tým uprostřed sezóny svou činnost.
Mezi slavné hráče tohoto týmu patří Bob Feerick (v roce 1950 hrající trenér) nebo Bill Sharman.